# Vulpicida canadensis
Vulpicida canadensis är en lavart som först beskrevs av Räsänen, och fick sitt nu gällande namn av J. -E. Mattsson & M. J. Lai. Vulpicida canadensis ingår i släktet Vulpicida och familjen Parmeliaceae.   Inga underarter finns listade i Catalogue of Life.

## Källor

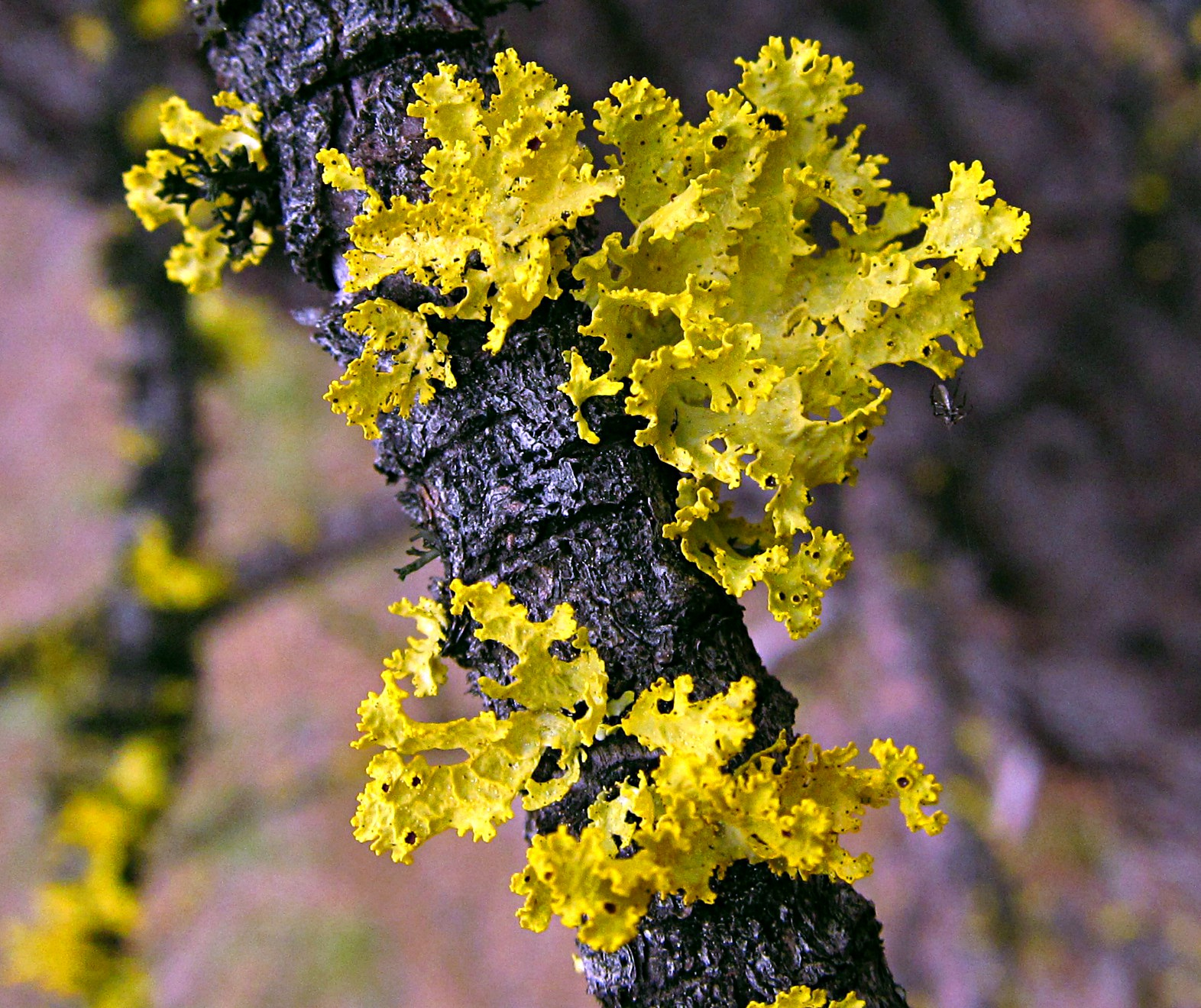
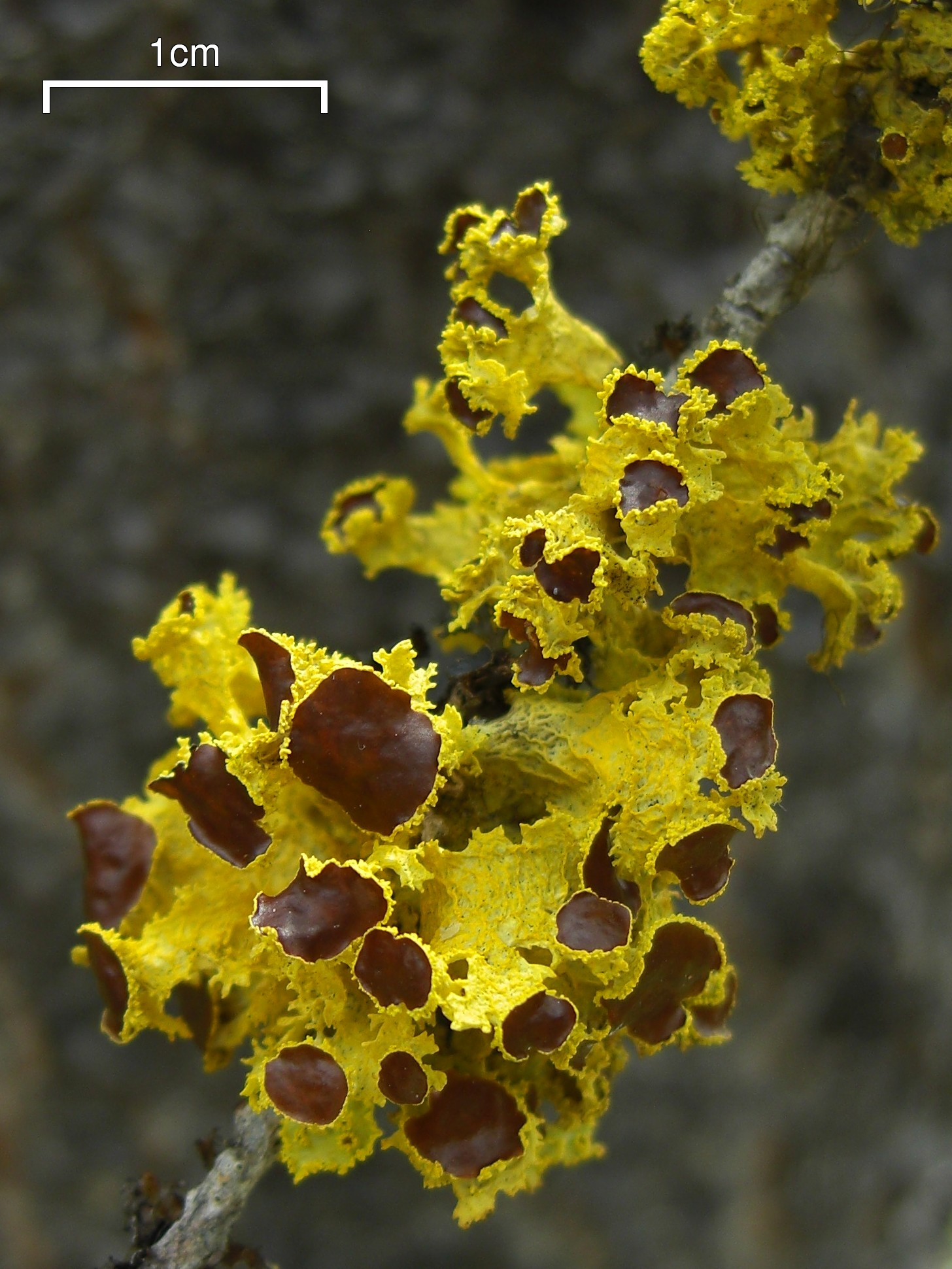